# فاكوندو فيرايرا
فاكوندو فيرايرا (بالإسبانية: Facundo Ferreyra)‏ وهو لاعب كرة قدم أرجنتيني في مركز الهجوم ولد في يوم 14 مارس 1991 في مدينة لوماس دي زامورا في الأرجنتين، يلعب حالياً مع نادي نيوكاسل يونايتد في إنجلترا وسبق له اللعب مع نادي شاختار دونتسك في أوكرانيا وفيليز سارسفيلد ونادي بانفيلد ولعب مع منتخب الأرجنتين تحت 20 سنة لكرة القدم وسجل معه 5 أهداف ويبلغ طوله 187 سم.

## روابط خارجية
- فاكوندو فيرايرا على موقع الاتحاد الدولي (مؤرشف)  (الإنجليزية)
- فاكوندو فيرايرا على موقع الاتحاد الأوربي (الإنجليزية)
- فاكوندو فيرايرا على موقع اتحاد أوكرانيا (الإنجليزية)
- فاكوندو فيرايرا على موقع قاعدة بيانات كرة القدم.إي يو (الإنجليزية)
- فاكوندو فيرايرا على موقع Soccerbase.com (لاعب) (الإنجليزية)
- فاكوندو فيرايرا على موقع Soccerway.com (الإنجليزية)
- فاكوندو فيرايرا على موقع عالم كرة القدم.نت (الإنجليزية)
- فاكوندو فيرايرا على موقع AS.com (الإسبانية)